# Museum of the Moon

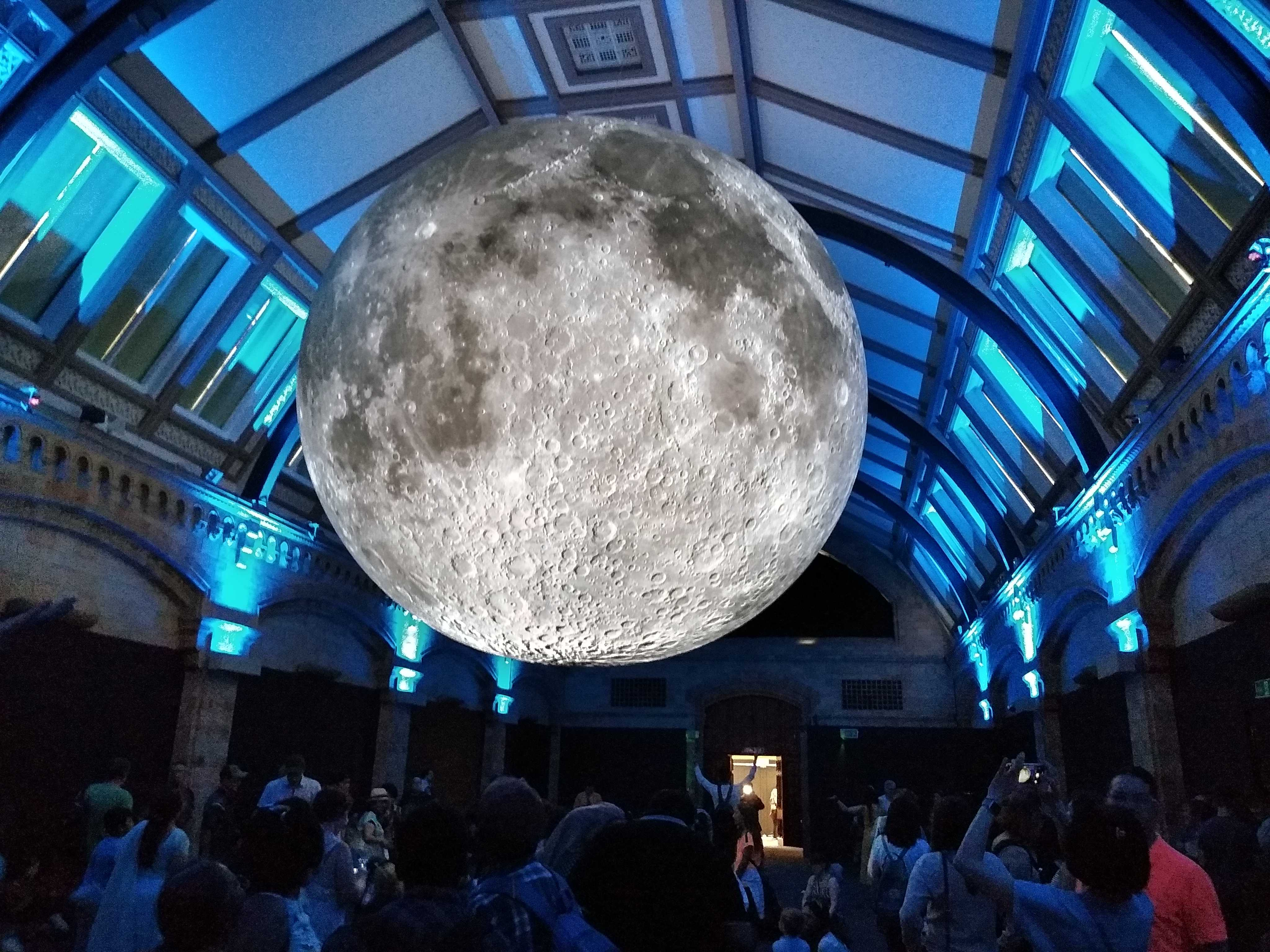
Museum of the Moon im Natural History Museum, London, August 2019

Museum of the Moon ist eine Installation des britischen Künstlers Luke Jerram. Die aufblasbare Kugel mit einem Durchmesser von sieben Metern ist vollständig bedeckt mit exakt aneinander gefügten fotografischen Aufnahmen der Mondoberfläche, sodass eine Kopie des Mondes im Maßstab 1:500.000 zu sehen ist (das heißt ein Zentimeter entspricht fünf Kilometern).
Jerram wurde zu der Installation angeregt, als er den enormen Tidenhub in der Nähe von Bristol beobachtete. Das Kunstwerk besteht aus einem Gasballon aus reißfestem, kunststoffbeschichtetem Stoff, auf dem die Fotos der Mondoberfläche aufgebracht sind. Die Kugel ist mit einer Innenbeleuchtung ausgestattet.
Nach sechs Monaten Entwicklung wurde das Museum of the Moon im Juni 2016 bei der „Bristol International Balloon Fiesta“ erstmals gezeigt; starke Winde brachten den Ballon zum Platzen. Heute sind mehrere Kopien der Installation weltweit auf Ausstellungen oder in Museen zu sehen.